# Banki.ru
Bancos. ru (en ruso: Банки.ру) es una Plataforma financiera rusa de servicios en línea. La plataforma Banki.ru permite a los usuarios seleccionar y organizar productos financieros de acuerdo con los parámetros individuales especificados. De cientos de opciones, una persona puede elegir lo que más le convenga, y directamente desde el sitio o desde la aplicación móvil enviar una solicitud a un banco, compañía de seguros, financiera, compañía de inversión.
"Banki.ru" ocupa el octavo lugar en términos de ingresos y el duodécimo en términos de tasa de crecimiento en el ranking de las empresas fintech más grandes y de crecimiento más dinámico en Rusia para 2018-2020. (recopilado por Atlanta Business Club y Smart Ranking).
A partir del 1 de mayo de 2020, ocupó el primer lugar en la búsqueda móvil de Yandex y Google entre los sitios que brindan servicios bancarios.